# Не си за мен
„Не си за мен“ је песма бугарско-руског певача Кристијана Костова. Издата је 7. октобра 2016. године од стране издавачке куће Virginia Records. 

## Музички спот
Спот за песму је објављен на Јутјубу 7. октобра 2016, у трајању од 4 минуте и 17 секунди. Песма је остварила 13. место на бугарским музичким лествицама. 13. јануара 2017. издата је енглеска верзија песме под називом You Got Me Girl.

## Списак песама
| №  | Назив | Трајање |  |
| 1. |       | 3:47    |  |

| №  | Назив | Трајање |  |
| 1. |       | 3:47    |  |

## Историја објаве
| Регија      | Датум            | Формат               | Издавачка кућа |
| ----------- | ---------------- | -------------------- | -------------- |
| Бугарска    | 7. октобар 2016. | Дигитално преузимање |                |
| Широм света | 13. јануар 2017. | Дигитално преузимање |                |